# Wagin Shire
Koordinaten: 33° 18′ S, 117° 20′ O

Das Shire of Wagin ist ein lokales Verwaltungsgebiet (LGA) im australischen Bundesstaat Western Australia. Das Gebiet ist 1948 km² groß und hat etwa 1850 Einwohner (2016).
Wagin liegt im westaustralischen „Weizengürtel“ im Südwesten des Staates etwa 205 Kilometer südöstlich der Hauptstadt Perth. Der Sitz des Shire Councils befindet sich in der Ortschaft Wagin, wo etwa 1350 Einwohner leben (2016).

## Verwaltung
Der Wagin Council hat elf Mitglieder. Sie werden von allen Bewohnern der LGA gewählt. Wagin ist nicht in Bezirke unterteilt. Aus dem Kreis der Councillor rekrutiert sich auch der Ratsvorsitzende und Shire President.